# Diemut
Diemut ist ein weiblicher Vorname.

## Herkunft und Bedeutung
Diemut ist ein althochdeutscher Vorname. Es ist aus den altdeutschen Worten diot(a) (Volk) und mout (Gesinnung; Gemüt) gebildet. Die Bedeutung ist etwa „Volksseele“ oder „Gemüt des Volkes“.
Varianten des Namens sind Diemuth, Diemud, Diemod sowie latinisiert Diemudus oder Diemudis.

## Bekannte Namensträger
- Diemut von Wessobrunn (* um 1060, † 1130), deutsche Buchmalerin
- Diemut Kucharz (* 1959), deutsche Pädagogin und Hochschullehrerin

## Verwandte Namen
- Dietlinde (weiblich)
- Diemo, Dietmar, Dieter, Dietrich (männlich)